# Ralf Claus
Ralf Claus (* 28. Oktober 1960 in Ingelheim am Rhein) ist ein deutscher Politiker der SPD und seit 2012 Oberbürgermeister von Ingelheim.

## Leben
Ralf Claus wuchs im Stadtteil Ober-Ingelheim auf. Er studierte nach dem Abitur am Sebastian-Münster-Gymnasium 1979 an der Johannes-Gutenberg-Universität Mainz Politikwissenschaften, Publizistik und Rechtswissenschaft. Zunächst arbeitete er als Redakteur bei einem Wirtschaftsinformationsdienst. Seit 1989 war er Mitglied des Ingelheimer Stadtrates, zudem war er sechs Jahre lang Vorsitzender der SPD in seiner Heimatstadt. Nachdem er 1998 ehrenamtlicher Beigeordneter für die Arbeitsbereiche Arbeit und Soziales wurde, stieg Claus im Folgejahr zum hauptamtlichen Bürgermeister in Ingelheim auf. Im Januar 2012 trat er als Nachfolger von Joachim Gerhard (CDU) das Amt des Oberbürgermeisters an, das dieser 16 Jahre bis zu seinem Ruhestand innegehabt hatte.  Am 26. Mai 2019 wurde er zeitgleich zu den in ganz Rheinland-Pfalz stattfindenden Kommunalwahlen für eine weitere Amtszeit wiedergewählt.
In seiner Funktion als Oberbürgermeister ist Claus zugleich Vorsitzender des Stiftungsrats des Weiterbildungszentrums Ingelheim und Vorsitzender des Stiftungskuratoriums der Fridtjof-Nansen-Akademie für politische Bildung. Er ist verheiratet, hat zwei Kinder und lebt in Ober-Ingelheim.